# Будинок на вулиці Соломії Крушельницької, 25 (Львів)
Будинок на вулиці Соломії Крушельницької, 25 — багатоквартирний житловий чотириповерховий будинок у Львові. Рішенням Львівської обласної ради № 393 від 22.12.1988 року будинок внесений до реєстру пам'яток архітектури місцевого значення під охоронним № 1089-м. Розташований будинок у периметральній забудові вулиці.

## Історія
Ділянку під забудову 1870-х роках отримав львівський лікар Станіслав Бечинський, який згодом звів тут наріжну кам'яницю, яка була однією з перших на вулиці. Відповідний проєкт будинку розробив архітектор Йозеф Міхель. Бечинський був власником будинку до 1930-х років. Відомий будинок тим, що протягом 1878—1879 років тут мешкали Іван Франко та його друг Михайло Павлик. Також в будинку була редакція різних українських часописів, зокрема, тут вийшов перший номер часопису «Громадський друг», також видавалися «Дзвін», «Дрібна бібліотека», «Молот». Нині це багатоквартирний житловий будинок, з крамницею на першому поверсі. 

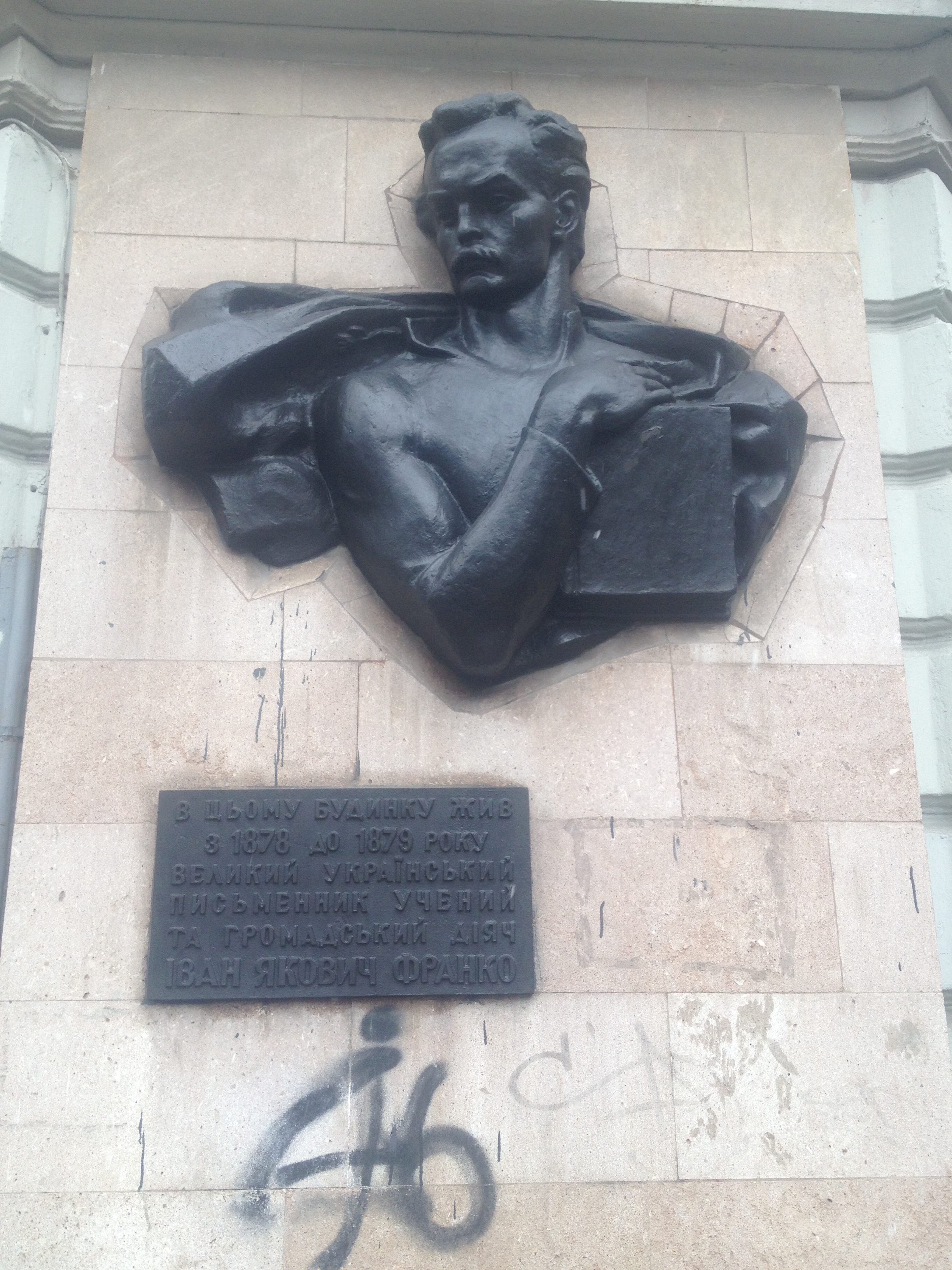
Меморіальна таблиця Іванові Франку (1978, скульптор Микола Посікіра, архітектор Богдан Черкес

1978 року на будинку встановлена меморіальна таблиця Іванові Франкові (автори — скульптор Микола Посікіра, архітектор Богдан Черкес).
У 2014 році одним з мешканців будинку був створений сайт, присвячений будинку.

## Архітектура
Це одна з останніх львівських кам'яниць, в архітектурі яких ще використовуються пізньокласицистичні форми середини XIX століття. В рельєфах фігурують мотиви пальмети та гірлянди. Вікна другого поверху з трикутними сандриками у завершенні фланковано коринфськими пілястрами. Над вікнами третього поверху встановлено короткі карнизи-полички з консолями.